# Irun
Irun – miasto w północnej Hiszpanii, w regionie Baskonia, nad Zatoką Biskajską, położone w odległości 18 km od San Sebastián, leżące tuż przy granicy z Francją. Około 61,5 tys. mieszkańców (2008).
W mieście ma swój początek Camino del Norte tj. trasa pielgrzymkowa do Santiago de Compostela. 
W mieście rozwinął się przemysł elektrotechniczny, metalowy, cementowy oraz hutniczy.